# Lake of the Pines
Lake of the Pines és una concentració de població designada pel cens dels Estats Units a l'estat de Califòrnia. Segons el cens del 2000 tenia 3.956 habitants.

## Demografia
Segons el cens del 2000, Lake of the Pines tenia 3.956 habitants, 1.554 habitatges, i 1.252 famílies. La densitat de població era de 1.018,3 habitants/km².
Dels 1.554 habitatges en un 28,3% hi vivien nens de menys de 18 anys, en un 72% hi vivien parelles casades, en un 6,4% dones solteres, i en un 19,4% no eren unitats familiars. En el 16,6% dels habitatges hi vivien persones soles l'11,8% de les quals corresponia a persones de 65 anys o més que vivien soles. El nombre mitjà de persones vivint en cada habitatge era de 2,55 i el nombre mitjà de persones que vivien en cada família era de 2,83.
Per edats la població es repartia de la següent manera: un 22,9% tenia menys de 18 anys, un 4,5% entre 18 i 24, un 18,6% entre 25 i 44, un 26,7% de 45 a 60 i un 27,3% 65 anys o més.
L'edat mediana era de 47 anys. Per cada 100 dones de 18 o més anys hi havia 91,3 homes.
La renda mediana per habitatge era de 52.105 $ i la renda mediana per família de 55.861 $. Els homes tenien una renda mediana de 46.500 $ mentre que les dones 32.155 $. La renda per capita de la població era de 23.357 $. Entorn del 4,7% de les famílies i el 5,8% de la població estaven per davall del llindar de pobresa.

## Poblacions més properes
El següent diagrama mostra les poblacions més properes.